# Journal (Vivier)
Pour les articles homonymes, voir Journal (homonymie).
Journal est une œuvre pour quatre voix solistes, chœur et percussion, composée par Claude Vivier en 1977.

## Histoire
Journal est composé en 1977. Le compositeur présente cette œuvre comme « très autobiographique »,, comme un journal intime exposant sa vie. Il en écrit lui-même le texte, en y incorporant des textes de Lewis Carroll (entre autres Jabberwocky), de Novalis, et de la liturgie catholique (comme des extraits du texte du Requiem). Il y fait usage du Sprechgesang.
Elle est créée le 30 mars 1979, à Toronto, au Convocation Hall, par la soprano Billie Bridgman, la mezzo-soprano Sandra Graham, le ténor Robert Missen, la basse Giulio Kukuruga, David Kent aux percussions, et avec les Festival Singers of Canada, sous la direction de John Barnum.
Journal est interprété le 28 février 2008 à l'université de Lancaster par l'ensemble Psappha.
La création européenne de Journal eut lieu le 5 octobre 2000 à Strasbourg dans le cadre du Festival Musica. Rachid Safir dirigeait l'ensemble "les jeunes solistes" et Florent Jodelet tenait la partie de percussions. Le concert eut lieu à l'église du Bouclier. Un enregistrement de cette oeuvre fut fait en 2002 et reçu le Grand Prix de l'Académie Charles Cros en l'année 2003

## Mouvements
1. L'enfance
2. L'amour
3. La mort
4. Après la mort

## Effectif
Ensemble de voix solistes (soprano solo, contralto solo, ténor solo, basse solo), chœur mixte, et percussionniste.

## Discographie
- Claude Vivier, Fabrice Marandola (percussions), Ensemble Les Jeunes Solistes dirigé par Rachid Safir, 2 CD Soupir Editions S206-NT103.